# Appleby (advocacia)
Appleby (anteriormente Appleby Spurling & Kempe, Appleby Spurling Hunter e Appleby Hunter Bailhache) é uma prestadora de serviços jurídicos offshore. Possui escritórios em locais offshore, incluindo Bermudas, Ilhas Virgens Britânicas, Ilhas Cayman, Ilha de Man, Jersey, Guernsey, Maurício e Seicheles, bem como os centros financeiros de Hong Kong e Xangai. É citado nos Paradise Papers e incluído no conjunto de escritórios de advocacia conhecido como círculo mágico offshore.

## História
A empresa original de Appleby foi fundada por Reginald Appleby (1865-1948) nas Bermudas em 1898. Appleby passou em seus exames finais de direito na Inglaterra em 1887 e esteve em parceria com Reginald Gray, procurador-geral das Bermudas, de 1893 a 1897 nas Bermudas como Gray & Appleby.
Em 1938, Appleby e Dudley Spurling (mais tarde, Senhor) fundiram suas práticas para estabelecer a Appleby & Spurling. Em 1949, essa empresa se fundiu com William Kempe para se tornar Appleby Spurling Kemp (ou Kempe). Dudley Spurling foi o sócio sênior da empresa resultante da fusão até 1981. Em 2004, eles se fundiram com o escritório de advocacia Hunter & Hunter das Ilhas Cayman e com a empresa baseada em Jersey, Bailhache Labesse, em setembro de 2006.
Appleby anunciou em 15 de junho de 2008 que iria se fundir com a Dickinson Cruickshank & Co., sediada na Ilha de Man, permitindo-lhe se tornar o maior escritório de advocacia offshore do mundo, com 73 sócios e 200 advogados. Em 2010, eles abriram um escritório em Guernsey. Em 2012, eles anunciaram que abririam um escritório em Xangai. Em 2014, Appleby trabalhou com a empresa Apple Inc. em uma função semelhante a um empreiteiro geral para fornecer escritórios offshore na ilha de Jersey em cooperação com o escritório de advocacia Baker McKenzie.
Até 2016, a Appleby operava em parceria com a prestadora de serviços corporativos Estera até que esta se separou para se tornar independente.

## Paradise Papers
Em 24 de outubro de 2017, a empresa confirmou que estava sujeita a um "incidente de segurança de dados" no ano anterior. Appleby é identificada como a fonte de um vazamento de documentos em 2017, conhecido como Paradise Papers. Em dezembro de 2017, a empresa anunciou que pretendia processar a BBC e o jornal The Guardian por causa da reportagem do caso. O Paradise Papers revelou que Appleby forneceu serviços ativos ao cliente para Mukhtar Ablyazov, que na época foi acusado em várias jurisdições por fraude e desfalque de até dez bilhões de dólares do banco que presidia.

## Classificações e reconhecimento
Appleby foi classificada na Banda 1 offshore globalmente em um guia do cliente de 2015 para a profissão jurídica. Eles ganharam vários prêmios por sua prática de direito offshore.